# 131º Reggimento artiglieria "Centauro"
Il 131º artiglieria "Centauro" è stato un reggimento del Regio Esercito durante la seconda guerra mondiale e successivamente dal dopoguerra al 2001 dell'Esercito Italiano.

## Storia
Il reggimento venne costituito a Cremona il 20 aprile 1939 su I, II e III gruppo, tutti su 75/27 trainati, e inquadrato nella Divisione corazzata "Centauro". Nello stesso anno viene mobilitato e trasferito in Albania.

### Seconda guerra mondiale
Il 28 ottobre 1940 il reggimento ricevette il battesimo del fuoco sul fronte Greco-albanese, prendendo parte in particolare ai combattimenti a Doljana, Kani, Delvinachi, Zaraplana, Zervat, S. Dimitrio, Arinista, Tepleni.
Nel giugno 1941 rientrò in Italia e venne dislocato nella zona di Spilimbergo, dove fu riorganizzato e riequipaggiato con semoventi 75/18 assumendo una fisionomia più spiccatamente corazzata.
Nel novembre 1942, a seguito di nuovi adeguamenti organici, fu dislocato in Sicilia in previsione dell'impiego in Africa Settentrionale, dove in Cirenaica e Tripolitania, partecipò ai combattimenti di El Agheira, Marada, Bu Erat e Beni Ulid. A causa delle forti perdite subite fu sciolto nell'aprile del 1943, ad eccezione del 2º Gruppo che proseguì i combattimenti assieme ad unità tedesche nella zona di Enfidaville e Takrouna, in Tunisia.

### Ricostituzione
Il reggimento fu ricostituito a Bracciano nel maggio 1951 e nel novembre dello stesso anno trasferito a Verona inquadrato nella Divisione "Centauro" del IV Corpo d'armata. Nel novembre 1955, con il trasferimento della divisione a Novara, il reggimento fu trasferito a Vercelli, nella caserma "M.O.V.M. Aldo Maria Scalise" da dove nel novembre 1968 partì una colonna di corazzati per portare soccorso nella Valle Strona alluvionata.

### 131º Gruppo artiglieria pesante campale "Vercelli"
A seguito dei provvedimenti della ristrutturazione dell'Esercito Italiano del 1975, con cui tra i provvedimenti adottati veniva abolito l'ordinamento reggimentale, il 131º Reggimento artiglieria veniva sciolto ad ottobre 1975 e la bandiera di guerra ereditata dal 131º Gruppo artiglieria pesante campale "Vercelli" costituito nella caserma "M.O.V.M. Aldo Maria Scalise" di Vercelli il 21 ottobre 1975.
Nel 1986, con l'abolizione nell'Esercito Italiano dell'ordinamento divisionale, la Divisione "Centauro" veniva soppressa e il gruppo, il 1º novembre 1986, passava alle dipendenze del Comando artiglieria del III Corpo d'armata e successivamente, il 16 febbraio 1991, inquadrato nel reggimento artiglieria a cavallo.

### 131º reggimento artiglieria da campagna semovente
Il 30 luglio 1992 con la ricostituzione dell'ordinamento reggimentale da parte dell'Esercito Italiano, il reggimento venne nuovamente ricostituito con la denominazione di 131º Reggimento artiglieria da campagna semovente e inquadrato nella Brigata corazzata "Centauro". Il 10 ottobre 1995, a seguito del riordino della Forza Armata previsto dal nuovo modello di Difesa, il 131º veniva trasferito da Vercelli a Barletta dove sostituiva il soppresso 2º Reggimento artiglieria "Potenza" e passa alle dipendenze della Brigata corazzata "Pinerolo". Il 20 maggio 1996 veniva trasferito a Foggia con il 131º Gruppo artiglieria da campagna semovente "Vercelli" alle sue dipendenze. Nella stessa sede veniva sciolto nel marzo 2001 e sostituito dal 21º Reggimento artiglieria "Trieste".

## Onorificenze
Onorificenze alla bandiera